# Belili
Belili va ser una deessa sumèria de la llum, germana de la deessa Bilulu i del déu pastor Dumuzi.
Era una de les personificacions de la Gran Mare, la mare terra, amb un immens poder. El seu nom es llegeix en una tauleta d'argila trobada a Ur, que explica en escriptura cuneïforme l'Epopeia de Guilgameix.